# Madanga
La madanga (Anthus ruficollis) és un ocell de la família dels motacíl·lids (Motacillidae), si bé ha estat considerada l'única espècie del gènere Madanga Rothschild et Hartert, 1923.

## Hàbitat i distribució
Habita boscos i matolls a les muntanyes del nord-oest de l'illa de Buru, a les Moluques meridionals.

## Taxonomia
Ubicat antany al gènere Madanga, dins la família dels zosteròpids, ha estat classificat recentment al gènere Anthus, dins els motacíl·lids, arran Alström et al. 2015.